# Algorithme évolutionniste
Les algorithmes évolutionnistes ou algorithmes évolutionnaires (evolutionary algorithms en anglais), sont une famille d'algorithmes dont le principe s'inspire de la théorie de l'évolution pour résoudre des problèmes divers. Ce sont donc des méthodes de calcul bioinspirées. L'idée est de faire évoluer un ensemble de solutions à un problème donné, dans l'optique de trouver les meilleurs résultats. Ce sont des algorithmes dits stochastiques, car ils utilisent itérativement des processus aléatoires.
La grande majorité de ces méthodes sont utilisées pour résoudre des problèmes d'optimisation (on parle alors de stratégie d'évolution), bien que le cadre général ne soit pas nécessairement dédié aux algorithmes d'optimisation au sens strict. On les classe également parmi les méthodes d'intelligence computationnelle.

## Origines
Ces algorithmes manipulent des populations de solutions.

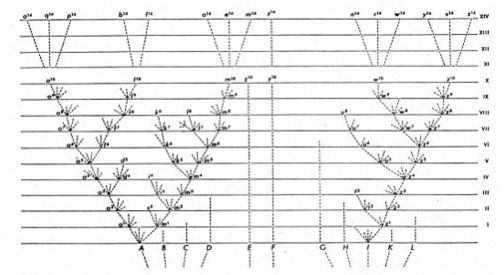
L'« arbre de la vie », tel que le représente Charles Darwin dans son ouvrage L'Origine des espèces, où il présente ses théories sur l'évolution des êtres vivants.

Les algorithmes évolutionnaires s'inspirent de l'évolution des êtres vivants, en considérant que celle-ci tend à produire des organismes plus adaptés à leur environnement.
Selon la théorie de l'évolution, plusieurs mécanismes sont à l'œuvre pour ce faire. Schématiquement :
- Les caractéristiques d'un organisme sont en grande partie codées dans ses gènes,
- chaque population d'organismes est composée d'individus tous différents,
- les individus sont plus ou moins adaptés à leur environnement,
- les organismes transmettent une partie de leurs caractéristiques à leurs descendants,
- les individus les plus adaptés se reproduisent plus « efficacement », leurs caractéristiques ont donc tendance à davantage se répandre dans la population.

## Principes de base

### Terminologie
Tous les algorithmes évolutionnaires font évoluer un ensemble (une « population ») de solutions (les « individus »). Les individus sont représentés par leur génotype, qui s'exprime sous la forme d'un phénotype, auxquels on associe une qualité, la « fitness ». Les algorithmes sont conçus de façon que plus la fitness d'un individu est élevée, plus il a de chances de transmettre son génotype au sein de la population.
À chaque étape, l'algorithme est associé un « opérateur », qui décrit la façon de manipuler les individus. 
On regroupe parfois les différents opérateurs sous des termes génériques :
- opérateurs de sélection pour la sélection et le remplacement,
- opérateurs de variation pour la mutation et le croisement.

### Algorithme
Pour ce faire, on utilise l'algorithme général suivant :
```
construction et évaluation d'une 
population initiale
 ;
Jusqu'à atteindre un 
critère d'arrêt
 :
  
sélection
 d'une partie de la population,
  
reproduction
 des individus sélectionnés,
  
mutation
 de la descendance,
  
évaluation
 du degré d'adaptation de chaque individu,
  
remplacement
 de la population initiale par une nouvelle population.
```

Après avoir initialisé une première population d'individus, on itère un nombre fini de fois, jusqu'à atteindre un critère d'arrêt (par exemple un nombre maximum de générations). La première étape de sélection permet de séparer les individus qui participeront à la reproduction de ceux qui n'y participeront pas. Les individus sélectionnés (les « parents ») se reproduisent (on dit aussi que l'on effectue des croisements), donnant un ensemble d'« enfants » partageant une partie des caractéristiques de leurs ascendants. Ces enfants subissent alors une étape de mutation, qui modifie aléatoirement leur génotype. Les nouveaux individus sont alors évalués (on met à jour leur valeur en faisant appel à la fonction objectif). Enfin, on choisit un nombre d'individus déterminé parmi l'ensemble parents + enfants, pour former la génération suivante.

### Généralités

Les notions d'intensification (ou exploitation), de diversification (ou exploration) et de processus aléatoires sont au cœur du comportement des opérateurs utilisés par les algorithmes évolutionnaires.

Il existe toujours au moins un opérateur utilisant un processus aléatoire, au minimum pour la construction de la population initiale et pour la mutation, mais souvent pour la sélection et la reproduction également. Selon les méthodes, on met l'accent sur l'un ou l'autre des opérateurs.
Une pratique courante reste de maintenir suffisamment longtemps la « diversité génétique » de la population, afin d'éviter une convergence prématurée. Quand un algorithme évolutionnaire utilise une procédure de recherche locale à chaque individu, il est appelé « algorithme mémétique ».
Dans la terminologie historique, on cherche à maximiser la valeur de la fonction objective, à l'aide d'opérateurs montrant des comportements d’exploitations ou d’exploration. Ces termes correspondent aux notions d'intensification et à la diversification, plutôt utilisés dans le domaine des métaheuristiques, où l'on cherche en général à minimiser la valeur de la fonction objectif. Néanmoins, ces deux domaines sont tout à fait similaires, les algorithmes évolutionnaires ayant tendance à être classés parmi les métaheuristiques.

## Principales familles
Historiquement, trois grandes familles d'algorithmes ont été développées indépendamment, entre le milieu des années 1960 et 1970. Les premières méthodes furent les stratégies d'évolution, proposées par I. Rechenberg en 1965, pour résoudre des problèmes d'optimisations continus. L'année suivante, Fogel, Owens et Walsh conçoivent la programmation évolutionnaire comme une méthode d'intelligence artificielle pour la conception d'automates à états finis. Enfin, en 1975, J. H. Holland propose les premiers algorithmes génétiques, pour l'optimisation combinatoire. La parution en 1989 du livre de D. E. Goldberg sur les algorithmes génétiques rendra ceux-ci particulièrement populaires.
Par la suite, ces différentes approches ont beaucoup évolué et se sont rapprochées, pour finir par êtres regroupées sous le terme générique d'algorithmes évolutionnaires. Aujourd'hui, la littérature sur le sujet est extrêmement abondante, et ces algorithmes sont considérés comme un domaine de recherche très prolifique.

### Stratégies d'évolution
Dans sa version de base, l'algorithme manipule itérativement un ensemble de vecteurs de variables réelles, à l'aide d'opérateurs de mutation et de sélection. La sélection s'effectue par un choix déterministe des meilleurs individus, selon l'échelle de valeur de la fonction objectif. L'étape de mutation est classiquement effectuée par l'ajout d'une valeur aléatoire, tirée au sein d'une distribution normale. Une particularité caractéristique de ces algorithmes est l'auto-adaptation de la matrice de variance-covariance de la distribution normale.
Un algorithme représentatif des stratégies d'évolution est l'évolution différentielle. Dans cette classe de méthode, on utilise la différence pondérée entre sous-populations pour biaiser un opérateur de mutation différentiel.

### Programmation évolutionnaire
Historiquement, ces algorithmes étaient conçus pour des problèmes d'apprentissage à partir d'automates à états finis et n'utilisaient que des opérateurs de mutation et de remplacement. Cependant, aujourd'hui ils ne se limitent plus à une représentation, mais n'utilisent toujours pas d'opérateur de croisement. Ils diffèrent des stratégies d'évolution en ce qu'ils privilégient des opérateurs de remplacement stochastiques.

### Algorithmes génétiques
Les algorithmes génétiques sont les plus populaires des algorithmes évolutionnaires. Ils différencient explicitement le génotype du phénotype, le génotype étant généralement codé de façon binaire. Le choix du codage du génotype (la façon dont il est relié au phénotype) est crucial pour un algorithme génétique. Classiquement, ils utilisent un opérateur de sélection proportionnel, un remplacement générationnel et l'opérateur de croisement est l'opérateur principal.
Des algorithmes évolutionnaires utilisant d'autres représentations et opérateurs sont souvent appelés algorithmes génétiques, bien que les spécialistes évitent cet abus de langage.

### Programmation génétique
Ces algorithmes utilisent une représentation en arbres d'expressions logiques, du fait qu'ils sont historiquement appliqués à l'apprentissage statistique et la modélisation. Ils utilisent pour ce faire le même algorithme de base que les algorithmes génétiques. Cependant, la programmation génétique s'intéresse spécifiquement à la construction automatique de programmes.

### Algorithmes à estimation de distribution
Contrairement aux algorithmes évolutionnaires « classiques », le cœur de ces méthodes consiste à estimer les relations entre les différentes variables d'un problème d'optimisation, grâce à l'estimation d'une distribution de probabilité, associée à chaque point de l'échantillon. Ils n'emploient donc pas d'opérateurs de croisement ou de mutation, l'échantillon étant directement construit à partir des paramètres de distribution, estimés à l'itération précédente.

## Historique
Chronologie des principales métaheuristiques, le nom est indiqué suivi de l’acronyme anglais entre parenthèses.
- 1952 : premiers travaux sur l’utilisation de méthodes stochastiques pour l’optimisation[6].
- 1954 : Barricelli effectue les premières simulations du processus d’évolution et les utilise sur des problèmes d’optimisation généraux[7].
- 1965 : Rechenberg conçoit le premier algorithme utilisant des stratégies d’évolution[2].
- 1966 : Fogel, Owens et Walsh proposent la programmation évolutionnaire[3].
- 1970 : John Horton Conway conçoit le jeu de la vie, l’automate cellulaire le plus connu à ce jour.
- 1975 : travaillant sur les automates cellulaires, Holland propose les premiers algorithmes génétiques[3].
- 1980 : Smith utilise la programmation génétique [8].
- 1986 : Farmer, Packard et Perelson travaillent sur les systèmes immunitaire artificiels[9].
- 1988 : la première conférence sur les algorithmes génétiques est organisée à l’université de l’Illinois à Urbana-Champaign.
- 1988 : Koza dépose son premier brevet sur la programmation génétique[10].
- 1989 : Goldberg publie un des livres les plus connus sur les algorithmes génétiques[3].
- 1989 : Evolver, le premier logiciel d’optimisation par algorithmes génétiques est publié par la société Axcelis.
- 1989 : le terme algorithme mémétique apparait[11].
- 1993 : le terme « Evolutionary Computation » (« calcul évolutionnaire » en français) se répand, avec la parution de la revue éponyme, publiée par le Massachusetts Institute of Technology.
- 1996 : Mühlenbein et Paaß proposent les algorithmes à estimation de distribution[12].
- 1997 : Storn et Price proposent un algorithme à évolution différentielle[13].
- 2000 : premiers algorithmes génétiques interactifs[14].

### Sources
- (fr) Johann Dréo, Alain Petrowski, Éric Taillard, Patrick Siarry, Métaheuristiques pour l’optimisation difficile, Français, Éd. Eyrolles, Paris, septembre 2003, Broché, 356 pages,  (ISBN 2-212-11368-4).
- (en) A. E. Eiben, M. Schoenauer, Evolutionary computing, Information Processing Letters, no 82, pages 1 à 6, 2002.

1. ↑  K. A. DeJong, Are genetic algorithms function optimizers?, Actes de PPSN 2, R. Manner, B. Manderick (éditeurs), pages 3 à 13, 1992.
2. 1 2  Rechenberg, I., Cybernetic Solution Path of an Experimental Problem, Royal Aircraft Establishment Library Translation, 1965
3. 1 2 3 4  Fogel, L., Owens, A.J., Walsh, M.J., Artificial Intelligence through Simulated Evolution, Wiley, 1966
4. ↑  Holland, John H., Adaptation in Natural and Artificial Systems, University of Michigan Press, Ann Arbor, 1975
5. ↑  Goldberg, David E., Genetic Algorithms in Search, Optimization and Machine Learning, Kluwer Academic Publishers, Boston, MA., 1989
6. ↑  Robbins, H. and Monro, S., A Stochastic Approximation Method, Annals of Mathematical Statistics, vol. 22, pp. 400-407, 1951
7. ↑  Barricelli, Nils Aall, Esempi numerici di processi di evoluzione, Methodos, pp. 45-68, 1954
8. ↑  Smith, S.F., A Learning System Based on Genetic Adaptive Algorithms, PhD dissertation (University of Pittsburgh), 1980
9. ↑  J.D. Farmer, N. Packard and A. Perelson, The immune system, adaptation and machine learning, Physica D, vol. 22, pp. 187--204, 1986
10. ↑  Koza, John R. Non-Linear Genetic Algorithms for Solving Problems. United States Patent 4,935,877. Filed May 20, 1988. Issued June 19, 1990
11. ↑  P. Moscato, On Evolution, Search, Optimization, Genetic Algorithms and Martial Arts : Towards Memetic Algorithms, Caltech Concurrent Computation Program, C3P Report 826, 1989.
12. ↑  Mülhenbein, H., Paaß, G., From recombination of genes to the estimation of distribution I. Binary parameters, Lectures Notes in Computer Science 1411: Parallel Problem Solving from Nature, tome PPSN IV, pages 178--187, 1996
13. ↑  Rainer Storn, Kenneth Price, Differential Evolution – A Simple and Efficient Heuristic for global Optimization over Continuous Spaces, Journal of Global Optimization, volume 11, no 4, pages 341-359, 1997
14. ↑  Takagi, H., Active user intervention in an EC Search, Proceesings of the JCIS 2000